# 深夜烘焙坊
《深夜烘焙坊》（日语：真夜中のパン屋さん），是日本女作家大沼紀子於2011年以深夜開始營業的麵包店為背景創作的小說。2013年被改編成電視劇。

## 劇情概要
每天深夜11點至清晨5點營業的「暮林烘焙坊」，提供各式美味麵包，等待著顧客上門品嚐。麵包店營業時間相當特殊，上門的顧客也都不是普通的人物，各自有不同的煩惱，諸凡事業不順、感情問題、與社會脫節…。這裡的麵包彷彿有一股神奇的魔力，當他們享用麵包的同時，也會說出自己的心事，藉此紓發自己鬱悶的心情…

## 出版書籍
| 集數 | 白楊社 | 白楊社        | 白楊社                 | 三采文化                         | 三采文化     | 三采文化               |
| 集數 | 副標題 | 初版發售日期  | ISBN                   | 副標題                           | 初版發售日期 | ISBN                   |
| ---- | ------ | ------------- | ---------------------- | -------------------------------- | ------------ | ---------------------- |
| 1    |        | 2011年6月3日  | ISBN 978-4-591-12479-6 | 深夜烘焙坊：凌晨零時的暖心配方   | 2012年5月5日 | ISBN 978-986-229-665-3 |
| 2    |        | 2012年2月3日  | ISBN 978-4-591-12751-3 | 深夜烘焙坊2：凌晨1時的巧克力約定 | 2013年2月5日 | ISBN 978-986-229-830-5 |
| 3    |        | 2012年12月5日 | ISBN 978-4-591-13182-4 |                                  |              |                        |
| 4    |        | 2013年10月4日 | ISBN 978-4-591-13624-9 |                                  |              |                        |
| 5    |        | 2016年3月15日 | ISBN 978-4-591-14512-8 |                                  |              |                        |
| 6    |        | 2017年6月14日 | ISBN 978-4-591-15482-3 |                                  |              |                        |

## 電視劇
2013年改編電視劇正式開拍，4月28日至6月16日於NHK BS Premium頻道播出，同年11月5日至12月6日NHK綜合台播出，由瀧澤秀明、桐山照史及土屋太鳳主演。國興衛視於2014年5月19日起以《深夜中的包店》的劇名在台灣播出，播出時間為每週一至週四晚間10點至11點。

### 登場人物

#### 主要人物
- 暮林陽介：瀧澤秀明（香港配音：梁偉德）

暮林烘焙坊負責人兼麵包學徒。
- 柳弘基：桐山照史（關西傑尼斯Jr.）（香港配音：曹啟謙）

暮林烘焙坊麵包師傅。
- 篠崎希實：土屋太鳳（少女時期：信太真妃）（香港配音：羅孔柔）

高中生。母親律子為了與新男友展開新生活，拜託美和子以同父異母姐姐的身分照顧希實。

#### 暮林烘焙坊
- 暮林美和子：伊藤步（香港配音：柚子蜜）

暮林烘焙坊麵包師傅。本姓久瀨，暮林的妻子。在希實來到烘焙坊的半年前因意外過世。

#### 烘焙坊的客人
- 水野木靈：藤野大輝（香港配音：凌晞）

三軒茶屋南小學3年2班學生。單親家庭出身，與母親同住。
- 斑目裕也：六角精兒（香港配音：陳永信）

烘焙坊的常客，電視劇劇本作家。暗戀著住在附近的高遠由香里（平川由梨飾演），經常用望遠鏡監視她的一舉一動。
- 蘇非亞：室剛（香港配音：黃啟昌）

人妖酒吧老闆。
- 老年客人：五月晴子（香港配音：陸惠玲）
- 松川幸夫：菜枝豆（香港配音：盧國權）
- 高橋祐二：中嶋班恩（香港配音：張炳強）
- 池澤誠：深澤敦（香港配音：劉奕希）

以上3人為到烘焙坊買麵包的上班族。

#### 都立櫻原高中
- 三木涼香：小島藤子（香港配音：何寶珊）

希實的幼時玩伴。班上呼風喚雨的風雲人物，但心中其實相當空虛寂寞。
- 蒲原瑞希：若菜葵（香港配音：陳皓宜）
- 久保田舞：朝日梨帆（香港配音：黃昕瑜）

涼香的朋友。
- 弓坂悦郎：竹内壽（香港配音：黃積權）

班長。希實與涼香的同班同學，很喜歡希實。
- 長谷川公男：大内厚雄（香港配音：張炳強）

班導師。

#### 其他
- 水野織繪：前田亞季（香港配音：曾佩儀）

木靈的母親。護理師。
- 三木淑枝：田中律子（香港配音：沈小蘭）

涼香的母親。相當溺愛自己的女兒。
- 篠崎律子：友坂理惠 （香港配音：鄭麗麗）

希實的母親。

### 各集登場人物
- 一郎：中原和宏（第3－4集）
- 由井綾乃：野村麻純（第5－6集、完結篇）（香港配音：劉惠雲）

佳乃的雙胞胎姊姊。
- 由井佳乃：野村麻純（一人分飾二角）（第6集）（香港配音：劉惠雲）

弘基的前女友，綾乃的雙胞胎妹妹。刻意以美色接近多名男性，從事假結婚真詐欺的非法行為。最後向警方自首。
- 男子A：相島一之（第5－6集）（香港配音：潘文柏）
- 男子B：三谷昌登（第5－6集）（香港配音：劉奕希）

以上2人皆為結婚詐欺案的受害人。
- 美作元史：植草克秀（第7集）（香港配音：葉振聲）

醫師。木靈的父親，與織繪為外遇關係，實為有婦之夫。

## 拍攝地點
- 東京都世田谷區三軒茶屋：全劇的主要場景。
- 埼玉縣立三鄉工業技術高等學校：劇中希實就讀的高中拍攝地點。

## 製作團隊
- 原作：大沼紀子《深夜烘焙坊》（白楊社）
- 劇本：寺田敏雄、李正姬
- 音樂：岡部啓一、帆足圭吾
- 導演：大原拓、榎戶崇泰
- 主題曲：Chara「hug」（Ki/oon Music）[3]
- 麵包製作指導：吉田菊次郎、田川佳弘
- 動作指導：中川泰幸
- 標題設計：小林惠美
- 拍攝協助：東京都多摩市、日野市、埼玉縣立三鄉工業技術高等學校
- 製作統括：落合將、谷口卓敬
- 製作：NHK Enterprises
- 製作出品：NHK

## 播出集數及收視率
| 各集   | 播出日期（BS） | 播出日期（綜合） | 日文標題 | 中文標題       | 劇本     | 導演     |
| ------ | -------------- | ---------------- | -------- | -------------- | -------- | -------- |
| 第1集  | 4月28日        | 11月5日          |          | 神秘的高中女生 | 寺田敏雄 | 大原拓   |
| 第2集  | 5月5日         | 11月12日         |          | 神秘的偷麵包賊 | 寺田敏雄 | 大原拓   |
| 第3集  | 5月12日        | 11月19日         |          | 不普通的人們   | 寺田敏雄 | 榎戶崇泰 |
| 第4集  | 5月19日        | 11月26日         |          | 戀愛，美味嗎？ | 寺田敏雄 | 榎戶崇泰 |
| 第5集  | 5月26日        | 12月3日          |          | 神秘的前女友   | 李正姬   | 大原拓   |
| 第6集  | 6月2日         | 12月10日         |          | 另一個佳乃     | 李正姬   | 大原拓   |
| 第7集  | 6月9日         | 12月17日         |          | 沉穩的投訴者   | 寺田敏雄 | 榎戶崇泰 |
| 完結篇 | 6月16日        | 12月24日         |          | 點燃一盞小燈   | 寺田敏雄 | 大原拓   |

## 外部連結
- NHK BS Premium官方網站
- 國興衛視官方網站 （页面存档备份，存于）

## 節目的變遷
| NHK BS Premium 電視劇                 | NHK BS Premium 電視劇                 | NHK BS Premium 電視劇 |
| ------------------------------------- | ------------------------------------- | --------------------- |
|                                       | 深夜烘焙坊 （2013年4月28日－6月16日） |                       |
| 小暮照相館 （2013年3月31日－4月21日） | 卡斯提拉 （2014年7月7日－8月4日）     |                       |

| NHK 電視劇10                              | NHK 電視劇10                                 | NHK 電視劇10 |
| ----------------------------------------- | -------------------------------------------- | ------------ |
|                                           | 深夜烘焙坊 （2013年11月5日－2013年12月24日） |              |
| 玻璃之家 （2013年9月3日－2013年10月29日） | 紙之月 （2014年1月7日－2014年2月4日）        |              |

| 香港 無綫電視J2 星期六 22:05-23:05 | 香港 無綫電視J2 星期六 22:05-23:05          | 香港 無綫電視J2 星期六 22:05-23:05 |
| ---------------------------------- | ------------------------------------------- | ---------------------------------- |
|                                    | 深烘焙坊 （2014年5月17日－2014年7月5日）    |                                    |
| （2014年3月8日－2014年5月10日）    | 陽光姊妹淘（22:15-01:00） （2014年7月12日） |                                    |

| 國興衛視 週一至週四 22:00至23:00           | 國興衛視 週一至週四 22:00至23:00              | 國興衛視 週一至週四 22:00至23:00 |
| ------------------------------------------ | --------------------------------------------- | -------------------------------- |
|                                            | 深夜中的包店 （2014年5月19日－2014年5月29日） |                                  |
| 紳士大主廚 （2014年5月6日－2014年5月14日） | 玻璃之家 （2014年6月2日－2014年6月16日）      |                                  |